# Pierre-Paul Colonna de Cesari Rocca
Pierre-Paul Colonna de Cesari Rocca, comte, (Pietro Paolo Colonna Cesari della Rocca) homme politique et général corse, député à l'Assemblée constituante. Né à Quenza, dans le sud de la Corse, le 29 octobre 1748, où il meurt le 16 juin 1829.

## Biographie
Fils de Rocco Francesco Colonna de Cesari-Rocca (Quenza, 1733-1809), qui fut notamment conseiller d'État du Royaume de Corse durant le gouvernement de Pascal Paoli, et créé comte par Louis XVI en 1784.

## Mandats de représentant
- 1773-1781 : Député de la noblesse aux États de Corse
- 1781-1785 : Député de la Corse à Versailles
- 1789-1791 : Député du Tiers État aux États Généraux puis député de la Constituante
- 1792 : Candidat à la Convention nationale
- 1794 : Député de la Corse auprès du souverain de Grande-Bretagne, à l'occasion de l'institution de l'éphémère royaume anglo-corse

## Carrière militaire
Capitaine au Régiment Provincial corse à partir de 1772, et jusqu'en 1791. Alors qu'il était député à la Cour, il fut par deux fois proposé au poste de commandant du Royal-Corse.
En 1790, accompagnant Paoli, de retour d'exil, de Paris jusqu'en Corse, il est élu à la consulte d'Orezza tenue en septembre de cette année général en second des Gardes nationales de l'île, dont Paoli est proclamé général en chef. Promu la même année, le provincial-corse ayant été supprimé, colonel commandant de la gendarmerie du département, poste qu'il conserve jusqu'en avril 1792. Sur l'intervention de Paoli, il reçoit ensuite le commandement de la contre-attaque contre l'île de la Maddalena, durant laquelle Napoléon Bonaparte fait ses premières armes. L'échec cuisant de l'opération, imputé ensuite à Colonna Cesari et à-travers lui à Paoli, est une des principales causes de la rupture entre ce dernier et la Convention.
Membre du Conseil d'État durant le Royaume anglo-corse, Colonna Cesari est chargé par le vice-roi Sir Gilbert Elliot de mettre sur pied et d'organiser l'armée insulaire, mais ce projet ne reçut qu'un commencement d'exécution.
Après la fin de la période britannique et le retour de l'île dans le giron français (1796), il est contraint à l'exil. Depuis Florence, il favorise alors des menées contre-révolutionnaires à Porto-Vecchio et dans l'Alta Rocca, en particulier celle de 1800, conduite au nom du Tsar Paul Ier de Russie qui échoue devant Sartène. Il se déplace alors pendant plusieurs années en divers endroits de l'Europe.
En 1805, Colonna Cesari reçoit de Napoléon 1er une première proposition de retour en grâce, avec une promotion au grade de général de brigade, qu'il refuse. Il est finalement autorisé à rentrer en Corse et à se retirer dans son village natal.
Ses deux fils, Rocco Francesco et Caius, serviront quant à eux dans l'armée impériale. Le premier en tant que colonel d'infanterie, participe aux campagnes d'Espagne et de Russie, et conserve son poste sous la Restauration. Caius est capitaine d'infanterie. Présent en Espagne, il rentre ensuite en Corse.